# 张国新
张国新（1962年1月—），江西南昌人，教育家，中华人民共和国政治人物。现任江西师大附中校长。第十三届全国人民代表大会代表，民盟成员，本科学历，中学高级教师。

## 人大提案
在十三届全国人大一次会议上，全国人大代表张国新提交了《关于加强中小学欺凌综合治理的建议》。《建议》指出，中小学生欺凌防范需要社会各界共同参与。为此，张国新提出了对欺凌展开定义的建议，并提议完善学生欺凌的惩戒、防范机制与责任边界。